# Зіту Лувумбу
Зіту Лувумбу (порт. Zito Luvumbo, нар. 9 березня 2002, Луанда) — ангольський футболіст, нападник клубу «Кальярі» і національної збірної Анголи.

## Клубна кар'єра
Народився 9 березня 2002 року в Луанді. Вихованець футбольної школи клубу «Примейру де Агошту». Дорослу футбольну кар'єру 16-річний нападник розпочав 2018 року в основній команді того ж клубу, в якій протягом двої сезонів взяв участь у 17 матчах ангольської першості і забив шість голів.
23 вересня 2020 року юний перспективний нападник уклав контракт з італійським «Кальярі». Протягом року так і не дебютував в офіційних іграх за головну команду італійського клубу і влітку 2021 року був відданий в оренду до друголігового «Комо». Протягом сзону 2021/22 відіграв у його складі три гри, після чого повернувся до «Кальярі» і дебютував за його команду, яка на той час також вже вибула до другого італійського дивізіону.

## Виступи за збірні
2019 року провів 9 матчів за юнацьку збірну Анголи (U-17).
Того ж 2019 року 17-річний на той час гравець дебютував в офіційних матчах у складі національної збірної Анголи.
| Дата       | Місто     | Господарі | Результат | Гості    | Турнір            | Голи | Примітки |
| ---------- | --------- | --------- | --------- | -------- | ----------------- | ---- | -------- |
| 6-9-2019   | Бакау     | Гамбія    | 0 – 1     | Ангола   | Відбір до ЧС 2022 | -    | 78'      |
| 10-9-2019  | Луанда    | Ангола    | 2 – 1     | Гамбія   | Відбір до ЧС 2022 | -    | 59'      |
| 13-10-2020 | Ріу-Майор | Ангола    | 3 – 0     | Мозамбік | товариський матч  | -    | 46'      |
| 1-9-2021   | Каїр      | Єгипет    | 1 – 0     | Ангола   | Відбір до ЧС 2022 | -    | 77'      |
| 7-9-2021   | Луанда    | Ангола    | 0 – 1     | Лівія    | Відбір до ЧС 2022 | -    | 65'      |
| 8-10-2021  | Луанда    | Ангола    | 3 – 1     | Габон    | Відбір до ЧС 2022 | -    | 66'      |
| 11-10-2021 | Франсвіль | Габон     | 2 – 0     | Ангола   | Відбір до ЧС 2022 | -    | 86'      |
| Усього     |           | Матчів    | 7         |          | Голів             | 0    |          |